# Oporinia autumnus
Oporinia autumnus là một loài bướm đêm trong họ Geometridae.